# Campeonato Mundial de Piragüismo en Maratón de 2016
El XXIV Campeonato Mundial de Piragüismo en Maratón se celebró en Brandeburgo (Alemania) entre el 16 y el 18 de septiembre de 2016 bajo la organización de la Federación Internacional de Piragüismo (ICF).

## Resultados

### Masculino
| Evento | Oro                                            | Plata                                            | Bronce                                                   |
| ------ | ---------------------------------------------- | ------------------------------------------------ | -------------------------------------------------------- |
| C1     | Márton Kövér · Hungría · 02:12:05              | Manuel Antonio Campos · España · 02:12:18        | Nuno Barros Portugal 02:12:40                            |
| C2     | Márton Kövér · Adam Docze · Hungría · 02:05:27 | Óscar Graña · Ramón Ferro · España · 02:06:00    | Zoltán Koleszár · Bence Balázs Dori · Hungría · 02:06:41 |
| K1     | Hank McGregor Sudáfrica 02:20:11               | Andrew Birkett Sudáfrica 02:20:12                | José Ramalho Portugal 02:20:13                           |
| K2     | Hank McGregor Jasper Mocke Sudáfrica 02:06:28  | Adrián Boros · László Solti · Hungría · 02:06:29 | Andrew Birkett Louis Hattingh Sudáfrica 02:06:29         |

### Femenino
| Evento | Oro                                               | Plata                                        | Bronce                                                |
| ------ | ------------------------------------------------- | -------------------------------------------- | ----------------------------------------------------- |
| C1     | Zsanett Lakatos · Hungría · 01:46:45              | Julie Cailleretz Francia 01:47:40            | Liudmyla Babak · Ucrania · 01:48:57                   |
| K1     | Renáta Csay · Hungría · 02:06:57                  | Vanda Kiszli · Hungría · 02:07:00            | Kristina Bedec Serbia 02:08:17                        |
| K2     | Renáta Csay · Alexandra Bara · Hungría · 02:02:09 | Jenna Ward Kyeta Purchase Sudáfrica 02:02:11 | Zsófia Giczy · Sara Anna Mihalik · Hungría · 02:02:31 |

## Medallero
| Núm. | País      | Oro | Plata | Bronce | Total |
| ---- | --------- | --- | ----- | ------ | ----- |
| 1    | Hungría   | 5   | 2     | 2      | 9     |
| 2    | Sudáfrica | 2   | 2     | 1      | 5     |
| 3    | España    | 0   | 2     | 0      | 2     |
| 4    | Francia   | 0   | 1     | 0      | 1     |
| 5    | Portugal  | 0   | 0     | 2      | 2     |
| 6    | Serbia    | 0   | 0     | 1      | 1     |
| 6    | Ucrania   | 0   | 0     | 1      | 1     |
|      | TOTAL     | 7   | 7     | 7      | 21    |